# Почесний радист СРСР
Поче́сний ради́ст СРСР (рос. Почётный радист СССР) — відомча нагорода Міністерства зв'язку СРСР, нагрудний знак.

## Основні положення
Положення про нагрудний знак «Почесний радист СРСР» та його опис були визначені постановою Ради Міністрів СРСР від 4 квітня 1946 року № 729.
Право нагородження знаком «Почесний радист СРСР» було надане Міністерству оборони СРСР, Міністерству зв'язку СРСР, Міністерству електропромисловості СРСР, а також Всесоюзному комітету з радіофікації та радіомовлення при Раді міністрів СРСР.
Знаком «Почесний радист СРСР» нагороджувалися особи, які своїми досягненнями у галузі науки, техніки, виробництва та експлуатації засобів радіо й організації радіомовлення, сприяли розвитку радіо.
Нагрудний знак «Почесний радист СРСР» входив до переліку відзнак у праці, що давали право на присвоєння звання «Ветеран праці».

## Опис нагороди
Знак «Почесний радист» має форму ромба заввишки 50 мм та завширшки 25 мм, покритого з зовнішньої сторони емаллю синього кольору. Бокові сторони ромба прикриті лавровими гілками, у верхньому куті розміщена п'ятикутна зірочка. Всередині ромба знаходиться зображення частини земної кулі зі щоглою радіостанції, праворуч і ліворуч від верхівки щогли розташовані блискавки.
Центральна частина знака оперезана стрічкою червоної емалі з написом «Почесний радист». Оперізуюча ромб червона стрічка перетинає також його нижню частину, на стрічці розташований напис «СРСР».
Літери всіх написів, зірочка, краї та бічні поверхні знака вкриті позолотою.
Спочатку знак «Почесний радист» виготовлявся зі срібла, у подальшому — з томпаку і алюмінію.